# Humat ad-Diyar
Humat al-Diyar (arabisch حماةَ الديارِ, DMG Ḥumāt ad-Diyār ‚Hüter der Heimat‘) ist die syrische Nationalhymne. Der Text 
stammt von Khalil Mardam Bey (1895–1959), die Melodie von Mohammed Flayfel (1899–1986). Der Text nimmt Bezug auf zwei Kalifen.

## Der Text im arabischen Original
فِي سَبيلِ المَجدِ والأوطانِ نَحيا ونَبيدْ
كُلُّنا ذو همَّةٍ شَمَّاءَ جبّارٌ عنيدْ
لا تُطيقُ السَّادةُ الأحرارُ أطواقَ الحديدْ
𝄇 إنَّ عَيشَ الذُّل والإرهاقِ أولىٰ بالعَبيدْ 𝄆
لا نَهابُ الزَّمنْ إنْ سَقانا المِحَنْ
في سَبيلِ الوطنْ كَم قَتيلٍ شهيدْ؟
هَـٰذهِ أوطانُنا مَثوىٰ الجُدودِ الأوَّلينْ
وسَماها مَهبِط الإلهامِ والوَحي الأمينْ
ورُباها جنَّةٌ فَتَّانة للنَّاظرينْ
𝄇 كُلُّ شِبرٍ مِن ثَراها دُونهُ حَبلُ الوَريدْ 𝄆
لا نَهابُ الزَّمنْ إنْ سَقانا المِحَنْ
في سبيلِ الوطنْ كَم قَتيلٍ شهيدْ؟
قَد صبَرنا فإذا بالصبرِ لا يُجدي هُدىٰ
وحَلُمنا فإذا بالحُلمِ يودي للرَّدىٰ
ونَهضنا اليومَ كالأَطوادِ في وَجهِ العِدىٰ
𝄇 نَدفعُ الضَّيمَ ونَبني للعُلىٰ صرحاً مَجيدْ 𝄆
لا نَهابُ الزَّمنْ إنْ سَقانا المِحَنْ
في سبيلِ الوطنْ كَم قَتيلٍ شهيدْ؟

## Der arabische Text in Umschrift
Ḥumāt ad-diyār ʿalaikum salām

Abat an tuḏalla n-nufūsu l-kirām

ʿArīnu l-ʿurūbati baitun ḥarām

Wa-'aršu š-šumūsi himan lā yuḍām

Rubūʿu š-šaʾāmi burūǧu l-ʿalā

Tuḥākī s-samāʾa bi-ʿālī s-sanā

Fa-arḍun zahat bi-š-šumūsi l-wiḍā

Samāʾun la-ʿamruka au ka-s-samā
Rafīfu l-amānī wa-ḫafqu l-fuʾād

ʿAla ʿalam ḍamma šamla l-bilād

Amā fīhi min kulli ʿainin sawād

Wa-min dami kulli šahidin midād?

Nufūsun ubātun wa-māḍin maǧīd

Wa-rūḥu l-aḍāhī raqībun ʿatīd

Fa-minnā l-Walīdu wa-minna r-Rašīd

Fa-lim lā nasūdu wa-lim lā našīd?

## Deutsche Übersetzung der ersten Strophe
Beschützer des Heimatlandes, Frieden sei mit euch!

Unser stolzer Geist wird nicht unterworfen werden,

die Wohnstätte des Arabismus ist ein geweihtes Heiligtum,

so wie der Thron der Sonnen ein unüberwindliches Reich ist.

Die weiten blühenden Ebenen Syriens sind wie erhabene Türme,

sie berühren den höchsten Himmel.

So ein Land, das blüht durch das Leuchten seiner Sonnen,

ist so wie ein Himmel oder sogar der Himmel selbst.

Das Wehen der Hoffnungen und das Schlagen des Herzens

sind in der Flagge, die ein ganzes Land vereinigt.

Ist da nicht die Schwärze des Auges und 

die Tinte aus dem Blut der Märtyrer?

Unser Geist ist trotzig und unsere Geschichte ruhmreich,

und die Seelen unserer Märtyrer sind große Wächter.

Von uns stammen al-Walid und ar-Raschīd

Warum sollen wir nicht blühen und warum sollen wir nicht bauen?